# Parafia Najświętszego Serca Pana Jezusa w Poryndze
Parafia Najświętszego Serca Pana Jezusa w Poryndze – parafia rzymskokatolicka, administracyjnie należąca do archidiecezji wileńskiej, znajdująca się w dekanacie ignalińskim. 